# Неудачная попытка самостоятельно преодолеть творческий кризис
The unsuccessful self-treatment of a case of “writer’s block” (с англ. — «Неудачная попытка самостоятельно преодолеть творческий кризис») — шуточная научная работа психолога Денниса Аппера (англ. Dennis Upper) о творческом кризисе. Помимо журнального оформления, не содержит ничего, кроме названия и юмористической сноски, копирующей стиль указаний на представление работы на конференциях — в данном случае непредставление. Опубликована в 1974 году в рецензируемом научном журнале Journal of Applied Behavior Analysis и считается самой короткой научной статьёй и классическим образцом научного юмора. Вошла в научный фольклор психологов-бихевиористов и неоднократно цитировалась, в том числе из вполне серьёзных работ, посвящённых применению когнитивно-поведенческой терапии для облегчения боязни писать тексты, или, например, в статье-описании пакета программ для биоинформатики ViennaRNA Package 2.0 отсылка на статью Аппера идёт после признания, что пакет долгое время был не описан исчерпывающим образом.
По воспоминаниям Аппера, идея написать эту статью пришла ему в голову в виде шутки над редакцией Journal of Applied Behavior Analysis, пользующегося репутацией одного из самых строго научных и серьёзных журналов в области психологии, в котором трудно опубликоваться — ранее он уже отклонил две работы Аппера. Отосланный пакет включал в себя сопроводительное письмо и статью, состоявшую из заголовка, имени автора и 8 чистых страниц. Получив стандартное письмо о принятии статьи к печати, Деннис был удивлён тем, что у редакции есть чувство юмора. Автору был также отослан опубликованный затем вместе со статьёй отзыв рецензента на неё:

Я очень внимательно исследовал рукопись с помощью лимонного сока и рентгеновских лучей и не нашёл ни единого недостатка как в оформлении статьи, так и в стиле автора. Я предлагаю опубликовать статью без изменений. Очевидно, это наиболее краткая работа из всех, что я когда-либо видел — и тем не менее она содержит достаточно информации для того, чтобы другие исследователи могли повторить неудачу доктора Аппера. По сравнению с другими рукописями, которые мне присылают, полными всяких мудрёных подробностей, чтение этой было сплошным удовольствием. Безусловно, мы можем найти место для неё в журнале — возможно, на краешке пустой страницы.
Оригинальный текст (англ.)I have studied this manuscript very carefully with lemon juice and X-rays and have not detected a single flaw in either design or writing style. I suggest it be published without revision. Clearly it is the most concise manuscript I have ever seen-yet it contains sufficient detail to allow other investigators to replicate Dr. Upper's failure. In comparison with the other manuscripts I get from you containing all that complicated detail, this one was a pleasure to examine. Surely we can find a place for this paper in the Journal - perhaps on the edge of a blank page.
— 
Отличительной особенностью юмора статьи является также то, что она представляет собой редкий случай публикации «отрицательного результата» — как было осознано лишь начиная с середины XX века, тенденция публиковать только работы, которые имеют положительные результаты, приводит к искажениям в научной литературе. Как пишет Аппер в своих воспоминаниях, за тридцать лет с опубликования статьи он получил более сотни запросов на её репринт от коллег. Статья вызвала шуточные «научные дебаты»: появление нескольких аналогичных опубликованных юмористических научных работ, повторяющих (с различной степенью неудачи) и расширяющих исследование автора до мультицентрового межкультурного, а также исследующих другие аспекты проблемы, как то:
- составляющих обзор литературы по проблеме[19];
- исследующих групповые методы преодоления творческого кризиса с аналогичным результатом сразу[20] и в виде лонгитюдного исследования через 10 лет[21];
- а также производящих метаанализ опубликованных результатов[22].

Более серьёзно в книгах, посвящённых обучению писательскому мастерству, общему и научному, эта статья рассматривается как символ творческого кризиса, представляемый в виде пустой страницы, и как парадоксальный образец краткости текста, к которой следует стремиться.